# バグラト1世 (イメレティ王)
バグラト1世（バグラト1せい、グルジア語: ბაგრატ I、グルジア語ラテン翻字: Bagrat I、1372年没）は、イメレティ王国の王（在位期間1329年–1330年）。1330年よりギオルギ5世の封臣たるエリスタヴィとなった。

## 生涯
バグラトはイメレティ王ミケリの唯一の王子であった。ミケリは1329年に死去したが、このときバグラトはまだ未成年であったことから、「小さい」を意味する「ムツィレ」（グルジア語: მცირე、グルジア語ラテン翻字: Mtsire）をつけてバグラト・ムツィレ（グルジア語: ბაგრატ მცირე、グルジア語ラテン翻字: Bagrat Mtsire、「小さいバグラト」の意）と渾名がついた。この当時、領内は貴族間の派閥争いで分裂状態にあったため、バグラトは首都クタイシに留まることを余儀なくされた。
1330年、ジョージア東部を復活させた光輝王ギオルギ5世はこの状況を利用し、バグラトの血縁者としてリヒ山脈を越えてイメレティに入った。ギオルギ5世は多くのイメレティ人に歓迎され、持続的な暴力と無政府状態は収束した。バグラトはギオルギ5世との和解を余儀なくされ、イメレティはサカルトヴェロ王国の付庸国となった。イメレティをギオルギ5世が勝ち取ったことにより、ジョージアの完全性が回復することとなった。以降、バグラトはイメレティのエリスタヴィ（公爵）の座に就き、ギオルギ5世の保護監督の下、ショラパニに居住した。

## 家族
1358年、バグラトはダヴィト9世の同意の下、サムツヘ公国のジャケリ家クヴァルクヴァレ1世の娘と結婚し、息子3人をもうけた。
- アレクサンドレ
- ギオルギ
- コンスタンティネ